# Alkener Bach
Der Alkener Bach ist ein 5,7 km langer, orografisch rechter Nebenfluss der Mosel im rheinland-pfälzischen Landkreis Mayen-Koblenz.

## Geographie

### Verlauf
Der Bach entspringt am südlichen Ortsrand der zur Ortsgemeinde Nörtershausen gehörenden Ortschaft Pfaffenheck im Hunsrück auf einer Höhe von 395 m ü. NN, etwa 100 m westlich der Hunsrückhöhenstraße. Von hier aus fließt der Alkener Bach durch ein unbesiedeltes Tal in vorwiegend nordwestliche Richtung. Dabei fließen ihm zahlreiche kurze Nebenflüsse von den Hängen der umliegenden Berge zu. Kurz vor der Mündung zwingt der Burgberg mit der Burg Thurant den Bach nach Norden auszuweichen. Im Norden des namensgebenden Ortes Alken mündet der Alkener Bach rechtsseitig auf 85 m ü. NN in die Mosel. 
Auf seinem 5,7 km langen Weg überwindet er einen Höhenunterschied von 110 m. Er entwässert eine Fläche von 7,4 km².

### Zuflüsse
- Bach am Münichsberg (rechts)